# Fraccionamiento de sangre

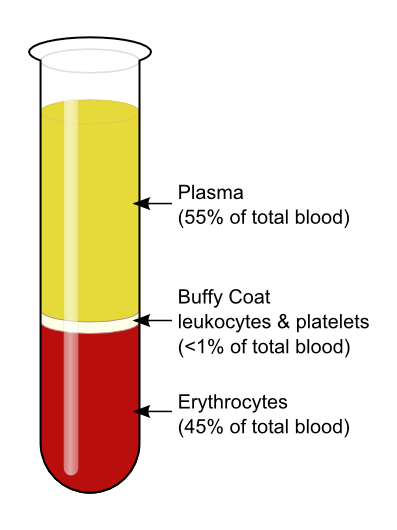
Componentes sanguíneos después de la centrifugación.

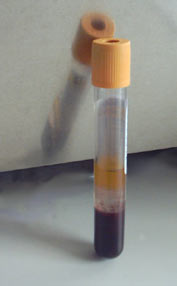
Sangre después de centrifugar en un tubo SST.

El fraccionamiento de sangre es el proceso de fraccionar la sangre completa o de separarla en sus partes componentes. Por lo general, esto se hace centrifugando la sangre.
Los componentes resultantes son:
- una solución clara de plasma sanguíneo en la fase superior (que se puede separar en sus propias fracciones, fraccionamiento del plasma sanguíneo),
- la capa leucocitaria, que es una capa fina de leucocitos (glóbulos blancos) mezclada con plaquetas en el medio, y
- eritrocitos (glóbulos rojos) en la parte inferior del tubo de centrífuga.

Los tubos de separación de suero (SST) son tubos usados en flebotomía que contienen un gel de silicona; cuando se centrifuga, el gel de silicona forma una capa en la parte superior de la capa leucocitaria, lo que permite eliminar el suero sanguíneo de manera más eficaz para las pruebas y fines relacionados.

## Fraccionamiento de proteínas plasmáticas
Las proteínas plasmáticas se separan utilizando las diferencias inherentes de cada proteína. El fraccionamiento implica cambiar las condiciones del plasma combinado (por ejemplo, la temperatura o la acidez) de modo que las proteínas que normalmente se disuelven en el líquido plasmático se vuelvan insolubles y formen grumos grandes, llamados precipitados. La proteína insoluble se puede recolectar por centrifugación. Una de las formas más eficaces de llevar a cabo este proceso es la adición de alcohol a la piscina de membranas plasmáticas mientras se enfría simultáneamente la piscina. Este proceso a veces se denomina fraccionamiento con alcohol frío o fraccionamiento con etanol. Fue descrito por y lleva el epónimo del Dr. Edwin J. Cohn. Este procedimiento se lleva a cabo en una serie de pasos para que un solo grupo de plasma produzca varios productos proteicos diferentes, como albúmina e inmunoglobulina. La albúmina de suero humano preparada mediante este proceso se utiliza en algunas vacunas, para el tratamiento de víctimas de quemaduras y otras aplicaciones médicas.